# 比尔蒂尼
比尔蒂尼（法語：Burtigny）是瑞士联邦西部法语区的沃州下设的一个镇。在行政上属于尼永区管辖。比尔蒂尼的总面积为5.68平方公里。截至2007年，总人口为306人。

## 地理
比尔蒂尼西以瑟里讷河（La Serine）为界。